# Serbia en la Eurocopa 2024
La selección de fútbol de Serbia fue uno de los 24 equipos participantes en la Eurocopa 2024, torneo que se disputó en Alemania entre el 14 de junio y el 14 de julio de 2024.

## Clasificación
| Equipo     | Pts | PJ | PG | PE | PP | GF | GC | Dif |
| ---------- | --- | -- | -- | -- | -- | -- | -- | --- |
| Hungría    | 18  | 8  | 5  | 3  | 0  | 16 | 7  | +9  |
| Serbia     | 14  | 8  | 4  | 2  | 2  | 16 | 8  | +8  |
| Montenegro | 11  | 8  | 3  | 2  | 3  | 9  | 11 | -2  |
| Lituania   | 6   | 8  | 1  | 3  | 4  | 8  | 14 | -6  |
| Bulgaria   | 4   | 8  | 0  | 4  | 4  | 7  | 14 | -7  |

     — Clasificado para la Eurocopa 2024.

### Partidos
| Fecha                    | Ciudad    | Jornada |            |                       | Resultado |                       |            |
| ------------------------ | --------- | ------- | ---------- | --------------------- | --------- | --------------------- | ---------- |
| 24 de marzo de 2023      | Belgrado  | 1       | Serbia     | Bandera de Serbia     | 2:0 (1:0) | Bandera de Lituania   | Lituania   |
| 27 de marzo de 2023      | Podgorica | 2       | Montenegro | Bandera de Montenegro | 0:2 (0:0) | Bandera de Serbia     | Serbia     |
| 20 de junio de 2023      | Razgrad   | 4       | Bulgaria   | Bandera de Bulgaria   | 1:1 (0:0) | Bandera de Serbia     | Serbia     |
| 7 de septiembre de 2023  | Belgrado  | 5       | Serbia     | Bandera de Serbia     | 1:2 (1:2) | Bandera de Hungría    | Hungría    |
| 10 de septiembre de 2023 | Kaunas    | 6       | Lituania   | Bandera de Lituania   | 1:3 (1:3) | Bandera de Serbia     | Serbia     |
| 14 de octubre de 2023    | Budapest  | 7       | Hungría    | Bandera de Hungría    | 2:1 (2:1) | Bandera de Serbia     | Serbia     |
| 17 de octubre de 2023    | Belgrado  | 8       | Serbia     | Bandera de Serbia     | 3:1 (1:1) | Bandera de Montenegro | Montenegro |
| 17 de octubre de 2023    | Leskovac  | 10      | Serbia     | Bandera de Serbia     | 2:2 (1:0) | Bandera de Bulgaria   | Bulgaria   |

## Preparación

### Amistosos de preparación
| Fecha                   | Ciudad      | Competición |                |                           | Resultado |                     |          |
| ----------------------- | ----------- | ----------- | -------------- | ------------------------- | --------- | ------------------- | -------- |
| 25 de enero de 2023     | Los Ángeles | Amistoso    | Estados Unidos | Bandera de Estados Unidos | 1:2 (1:1) | Bandera de Serbia   | Serbia   |
| 16 de junio de 2023     | Viena       | Amistoso    | Serbia         | Bandera de Serbia         | 3:2 (1:0) | Bandera de Jordania | Jordania |
| 15 de noviembre de 2023 | Lovaina     | Amistoso    | Bélgica        | Bandera de Bélgica        | 1:0 (1:0) | Bandera de Serbia   | Serbia   |
| 21 de marzo de 2024     | Moscú       | Amistoso    | Rusia          | Bandera de Rusia          | 4:0 (2:0) | Bandera de Serbia   | Serbia   |
| 25 de marzo de 2024     | Lárnaca     | Amistoso    | Chipre         | Bandera de Chipre         | 0:1 (0:1) | Bandera de Serbia   | Serbia   |
| 4 de junio de 2024      | Viena       | Amistoso    | Austria        | Bandera de Austria        | 2:1 (2:1) | Bandera de Serbia   | Serbia   |
| 8 de junio de 2024      | Solna       | Amistoso    | Suecia         | Bandera de Suecia         | 0:3 (0:1) | Bandera de Serbia   | Serbia   |

## Plantel

### Lista de convocados
Entrenador:  Dragan Stojković
El 18 de mayo de 2024, el combinado serbio presentó una lista preliminar que incluía 35 elementos. La lista final de 26 futbolistas fue confirmada el 27 de mayo.
| No. | Pos. | Jugador                 | Fecha de nacimiento (edad)         | Apa. | Goles | Club             |
| --- | ---- | ----------------------- | ---------------------------------- | ---- | ----- | ---------------- |
| 1   | POR  | Predrag Rajković        | 31 de octubre de 1995 (28 años)    | 32   | 0     | Mallorca         |
| 2   | DEF  | Strahinja Pavlović      | 24 de mayo de 2001 (23 años)       | 35   | 4     | Salzburgo        |
| 3   | DEF  | Nemanja Stojić          | 15 de enero de 1998 (26 años)      | 2    | 0     | TSC Bačka Topola |
| 4   | DEF  | Nikola Milenković       | 12 de octubre de 1997 (26 años)    | 53   | 3     | Fiorentina       |
| 5   | MED  | Nemanja Maksimović      | 26 de enero de 1995 (29 años)      | 49   | 0     | Getafe           |
| 6   | DEF  | Nemanja Gudelj          | 16 de noviembre de 1991 (32 años)  | 62   | 1     | Sevilla          |
| 7   | DEL  | Dušan Vlahović          | 28 de enero de 2000 (24 años)      | 27   | 13    | Juventus         |
| 8   | DEL  | Luka Jović              | 23 de diciembre de 1997 (26 años)  | 35   | 10    | Milan            |
| 9   | DEL  | Aleksandar Mitrović     | 16 de septiembre de 1994 (29 años) | 91   | 58    | Al-Hilal         |
| 10  | MED  | Dušan Tadić             | 20 de noviembre de 1988 (35 años)  | 108  | 23    | Fenerbahçe       |
| 11  | MED  | Filip Kostić            | 1 de noviembre de 1992 (31 años)   | 63   | 3     | Juventus         |
| 12  | POR  | Đorđe Petrović          | 8 de octubre de 1999 (24 años)     | 3    | 0     | Chelsea          |
| 13  | DEF  | Miloš Veljković         | 26 de septiembre de 1995 (28 años) | 30   | 1     | Werder Bremen    |
| 14  | MED  | Andrija Živković        | 11 de julio de 1996 (27 años)      | 46   | 1     | PAOK Salónica    |
| 15  | DEF  | Srđan Babić             | 22 de abril de 1996 (28 años)      | 8    | 1     | Spartak de Moscú |
| 16  | MED  | Srđan Mijailović        | 10 de noviembre de 1993 (30 años)  | 7    | 0     | Estrella Roja    |
| 17  | MED  | Ivan Ilić               | 17 de marzo de 2001 (23 años)      | 16   | 0     | Torino           |
| 18  | DEL  | Petar Ratkov            | 18 de agosto de 2003 (20 años)     | 1    | 0     | Salzburgo        |
| 19  | MED  | Lazar Samardžić         | 24 de febrero de 2002 (22 años)    | 9    | 0     | Udinese          |
| 20  | MED  | Sergej Milinković-Savić | 27 de febrero de 1995 (29 años)    | 51   | 9     | Al-Hilal         |
| 21  | MED  | Mijat Gaćinović         | 8 de febrero de 1995 (29 años)     | 27   | 2     | AEK Atenas       |
| 22  | MED  | Saša Lukić              | 13 de agosto de 1996 (27 años)     | 46   | 2     | Fulham           |
| 23  | POR  | Vanja Milinković-Savić  | 20 de febrero de 1997 (27 años)    | 19   | 0     | Torino           |
| 24  | DEF  | Uroš Spajić             | 13 de febrero de 1993 (31 años)    | 21   | 0     | Estrella Roja    |
| 25  | DEF  | Filip Mladenović        | 15 de agosto de 1991 (32 años)     | 31   | 1     | Panathinaikos    |
| 26  | MED  | Veljko Birmančević      | 5 de marzo de 1998 (26 años)       | 5    | 0     | Sparta Praga     |

## Torneo
Tras el sorteo celebrado en Hamburgo el 23 de marzo de 2024 Serbia quedó integrada en un Grupo C en el que también estarán Eslovenia, Dinamarca y Inglaterra.

### Partidos
| Fecha       | Ciudad        | Instancia      |           |                      | Resultado |                       |            |
| ----------- | ------------- | -------------- | --------- | -------------------- | --------- | --------------------- | ---------- |
| 16 de junio | Gelsenkirchen | Fase de grupos | Serbia    | Bandera de Serbia    | 0:1 (0:1) | Bandera de Inglaterra | Inglaterra |
| 20 de junio | Múnich        | Fase de grupos | Eslovenia | Bandera de Eslovenia | 1:1 (0:0) | Bandera de Serbia     | Serbia     |
| 25 de junio | Múnich        | Fase de grupos | Dinamarca | Bandera de Dinamarca | 0:0       | Bandera de Serbia     | Serbia     |

### Primera fase
| Equipo     | Pts | PJ | PG | PE | PP | GF | GC | Dif |
| ---------- | --- | -- | -- | -- | -- | -- | -- | --- |
| Inglaterra | 5   | 3  | 1  | 2  | 0  | 2  | 1  | 1   |
| Dinamarca  | 3   | 3  | 0  | 3  | 0  | 2  | 2  | 0   |
| Eslovenia  | 3   | 3  | 0  | 3  | 0  | 2  | 2  | 0   |
| Serbia     | 2   | 3  | 0  | 2  | 1  | 1  | 1  | −1  |

|  | Clasificados a los Octavos de final.          |
|  | Posible clasificación a los Octavos de final. |

#### Serbia vs. Inglaterra
| 16 de junio de 2024, 21:00                                    | Serbia | 0:1 (0:1) | Inglaterra     | Arena AufSchalke, Gelsenkirchen                                                     |                                                                                     |
|                                                               |        | Reporte   | Bellingham 13' | Asistencia: 48 953 espectadores Árbitro(s): Daniele Orsato VAR: Massimiliano Irrati | Asistencia: 48 953 espectadores Árbitro(s): Daniele Orsato VAR: Massimiliano Irrati |
| Debut de Serbia en una Eurocopa como selección independiente. |        |           |                |                                                                                     |                                                                                     |

| 1          | Guardameta     | Predrag Rajković        |     |
| 13         | Defensa        | Miloš Veljković         |     |
| 4          | Defensa        | Nikola Milenković       |     |
| 2          | Defensa        | Strahinja Pavlović      |     |
| 14         | Centrocampista | Andrija Živković        | 74' |
| 20         | Centrocampista | Sergej Milinković-Savić |     |
| 6          | Centrocampista | Nemanja Gudelj          | 46' |
| 22         | Centrocampista | Saša Lukić              | 61' |
| 11         | Centrocampista | Filip Kostić            | 43' |
| 7          | Centrocampista | Dušan Vlahović          | 78' |
| 9          | Delantero      | Aleksandar Mitrović     | 61' |
| Entrenador | Entrenador     | Dragan Stojković        |     |

| 1          | Guardameta     | Jordan Pickford        |     |
| 2          | Defensa        | Kyle Walker            |     |
| 5          | Defensa        | John Stones            |     |
| 6          | Defensa        | Marc Guéhi             |     |
| 12         | Defensa        | Kieran Trippier        |     |
| 8          | Centrocampista | Trent Alexander-Arnold | 69' |
| 4          | Centrocampista | Declan Rice            |     |
| 7          | Centrocampista | Bukayo Saka            | 76' |
| 10         | Centrocampista | Jude Bellingham        | 86' |
| 11         | Centrocampista | Phil Foden             |     |
| 9          | Delantero      | Harry Kane             |     |
| Entrenador | Entrenador     | Luciano Spalletti      |     |

| 25 | Defensa        | Filip Mladenović   | 43' |
| 17 | Centrocampista | Ivan Ilić          | 46' |
| 10 | Centrocampista | Dušan Tadić        | 61' |
| 8  | Delantero      | Luka Jović         | 61' |
| 26 | Centrocampista | Veljko Birmančević | 74' |

| 16 | Centrocampista | Conor Gallagher | 69' |
| 20 | Delantero      | Jarrod Bowen    | 76' |
| 26 | Centrocampista | Kobbie Mainoo   | 86' |

| Anotado | 13' | Jude Bellingham | 0:1 |

| Amonestado | 39' | Nemanja Gudelj   |
| Amonestado | 75' | Dušan Tadić      |
| Amonestado | 83' | Dragan Stojković |

| Árbitro                                            | Daniele Orsato        |
| Árbitros asistentes                                | Ciro Carbone          |
| Árbitros asistentes                                | Alessandro Giallatini |
| Cuarto árbitro                                     | Ivan Kružliak         |
| Quinto árbitro                                     | Branislav Hancko      |
| Árbitro asistente de video                         | Massimiliano Irrati   |
| Árbitros asistentes del árbitro asistente de video | Paolo Valeri          |
| Árbitros asistentes del árbitro asistente de video | Cătălin Popa          |

| 1          | Guardameta     | Predrag Rajković        |     |
| 13         | Defensa        | Miloš Veljković         |     |
| 4          | Defensa        | Nikola Milenković       |     |
| 2          | Defensa        | Strahinja Pavlović      |     |
| 14         | Centrocampista | Andrija Živković        | 74' |
| 20         | Centrocampista | Sergej Milinković-Savić |     |
| 6          | Centrocampista | Nemanja Gudelj          | 46' |
| 22         | Centrocampista | Saša Lukić              | 61' |
| 11         | Centrocampista | Filip Kostić            | 43' |
| 7          | Centrocampista | Dušan Vlahović          | 78' |
| 9          | Delantero      | Aleksandar Mitrović     | 61' |
| Entrenador | Entrenador     | Dragan Stojković        |     |

| 1          | Guardameta     | Jordan Pickford        |     |
| 2          | Defensa        | Kyle Walker            |     |
| 5          | Defensa        | John Stones            |     |
| 6          | Defensa        | Marc Guéhi             |     |
| 12         | Defensa        | Kieran Trippier        |     |
| 8          | Centrocampista | Trent Alexander-Arnold | 69' |
| 4          | Centrocampista | Declan Rice            |     |
| 7          | Centrocampista | Bukayo Saka            | 76' |
| 10         | Centrocampista | Jude Bellingham        | 86' |
| 11         | Centrocampista | Phil Foden             |     |
| 9          | Delantero      | Harry Kane             |     |
| Entrenador | Entrenador     | Luciano Spalletti      |     |

| 25 | Defensa        | Filip Mladenović   | 43' |
| 17 | Centrocampista | Ivan Ilić          | 46' |
| 10 | Centrocampista | Dušan Tadić        | 61' |
| 8  | Delantero      | Luka Jović         | 61' |
| 26 | Centrocampista | Veljko Birmančević | 74' |

| 16 | Centrocampista | Conor Gallagher | 69' |
| 20 | Delantero      | Jarrod Bowen    | 76' |
| 26 | Centrocampista | Kobbie Mainoo   | 86' |

| Anotado | 13' | Jude Bellingham | 0:1 |

| Amonestado | 39' | Nemanja Gudelj   |
| Amonestado | 75' | Dušan Tadić      |
| Amonestado | 83' | Dragan Stojković |

| Árbitro                                            | Daniele Orsato        |
| Árbitros asistentes                                | Ciro Carbone          |
| Árbitros asistentes                                | Alessandro Giallatini |
| Cuarto árbitro                                     | Ivan Kružliak         |
| Quinto árbitro                                     | Branislav Hancko      |
| Árbitro asistente de video                         | Massimiliano Irrati   |
| Árbitros asistentes del árbitro asistente de video | Paolo Valeri          |
| Árbitros asistentes del árbitro asistente de video | Cătălin Popa          |

| Estadísticas      | Bandera de Serbia | Bandera de Inglaterra |
| Tiros             | 6                 | 5                     |
| Tiros a puerta    | 1                 | 3                     |
| Faltas            | 19                | 8                     |
| Saques de esquina | 2                 | 1                     |
| Penaltis          | 0                 | 0                     |
| Fueras de juego   | 0                 | 1                     |
| Posesión de balón | 47%               | 53%                   |

#### Eslovenia vs. Serbia
| 20 de junio de 2024, 15:00                                                             | Eslovenia     | 1:1 (0:0) | Serbia      | Fußball Arena München, Múnich                                                 |                                                                               |
|                                                                                        | Karničnik 69' | Reporte   | Jović 90+5' | Asistencia: 63 028 espectadores Árbitro(s): István Kovács VAR: Pol van Boekel | Asistencia: 63 028 espectadores Árbitro(s): István Kovács VAR: Pol van Boekel |
| Luka Jović marcó el primer gol de Serbia como selección independiente en una Eurocopa. |               |           |             |                                                                               |                                                                               |

| 1          | Guardameta     | Jan Oblak         |       |
| 2          | Defensa        | Žan Karničnik     |       |
| 21         | Defensa        | Vanja Drkušić     |       |
| 6          | Defensa        | Jaka Bijol        |       |
| 13         | Defensa        | Erik Janža        |       |
| 20         | Centrocampista | Petar Stojanović  | 76'   |
| 22         | Centrocampista | Adam Gnezda Čerin |       |
| 10         | Centrocampista | Timi Max Elšnik   | 90+1' |
| 17         | Centrocampista | Jan Mlakar        | 64'   |
| 9          | Delantero      | Andraž Šporar     |       |
| 11         | Delantero      | Benjamin Šeško    | 76'   |
| Entrenador | Entrenador     | Matjaž Kek        |       |

| 1          | Guardameta     | Predrag Rajković    |     |
| 13         | Defensa        | Miloš Veljković     |     |
| 4          | Defensa        | Nikola Milenković   |     |
| 2          | Defensa        | Strahinja Pavlović  |     |
| 14         | Centrocampista | Andrija Živković    | 82' |
| 17         | Centrocampista | Ivan Ilić           |     |
| 22         | Centrocampista | Saša Lukić          | 64' |
| 25         | Centrocampista | Filip Mladenović    | 46' |
| 10         | Centrocampista | Dušan Tadić         | 82' |
| 7          | Delantero      | Dušan Vlahović      | 64' |
| 9          | Delantero      | Aleksandar Mitrović |     |
| Entrenador | Entrenador     | Dragan Stojković    |     |

| 5  | Centrocampista | Jon Gorenc Stanković | 64'   |
| 7  | Centrocampista | Benjamin Verbič      | 76'   |
| 18 | Delantero      | Žan Vipotnik         | 76'   |
| 23 | Centrocampista | David Brekalo        | 90+1' |

| 21 | Centrocampista | Mijat Gaćinović         | 46' |
| 20 | Centrocampista | Sergej Milinković-Savić | 64' |
| 8  | Delantero      | Luka Jović              | 64' |
| 19 | Centrocampista | Lazar Samardžić         | 82' |
| 26 | Centrocampista | Veljko Birmančević      | 82' |

| Anotado | 69' | Žan Karničnik | 1:0 |

| Anotado | 90+5' | Luka Jović | 1:1 |

| Amonestado | 87'   | Erik Janža   |
| Amonestado | 90+4' | Žan Vipotnik |

| Amonestado | 25'   | Filip Mladenović |
| Amonestado | 54'   | Saša Lukić       |
| Amonestado | 90+2' | Luka Jović       |
| Amonestado | 90+3' | Mijat Gaćinović  |

| Árbitro                                            | István Kovács       |
| Árbitros asistentes                                | Vasile Marinescu    |
| Árbitros asistentes                                | Mihai Ovidiu Artene |
| Cuarto árbitro                                     | Espen Eskås         |
| Árbitro asistente de video                         | Pol van Boekel      |
| Árbitros asistentes del árbitro asistente de video | Rob Dieperink       |
| Árbitros asistentes del árbitro asistente de video | Marco Fritz         |

| 1          | Guardameta     | Jan Oblak         |       |
| 2          | Defensa        | Žan Karničnik     |       |
| 21         | Defensa        | Vanja Drkušić     |       |
| 6          | Defensa        | Jaka Bijol        |       |
| 13         | Defensa        | Erik Janža        |       |
| 20         | Centrocampista | Petar Stojanović  | 76'   |
| 22         | Centrocampista | Adam Gnezda Čerin |       |
| 10         | Centrocampista | Timi Max Elšnik   | 90+1' |
| 17         | Centrocampista | Jan Mlakar        | 64'   |
| 9          | Delantero      | Andraž Šporar     |       |
| 11         | Delantero      | Benjamin Šeško    | 76'   |
| Entrenador | Entrenador     | Matjaž Kek        |       |

| 1          | Guardameta     | Predrag Rajković    |     |
| 13         | Defensa        | Miloš Veljković     |     |
| 4          | Defensa        | Nikola Milenković   |     |
| 2          | Defensa        | Strahinja Pavlović  |     |
| 14         | Centrocampista | Andrija Živković    | 82' |
| 17         | Centrocampista | Ivan Ilić           |     |
| 22         | Centrocampista | Saša Lukić          | 64' |
| 25         | Centrocampista | Filip Mladenović    | 46' |
| 10         | Centrocampista | Dušan Tadić         | 82' |
| 7          | Delantero      | Dušan Vlahović      | 64' |
| 9          | Delantero      | Aleksandar Mitrović |     |
| Entrenador | Entrenador     | Dragan Stojković    |     |

| 5  | Centrocampista | Jon Gorenc Stanković | 64'   |
| 7  | Centrocampista | Benjamin Verbič      | 76'   |
| 18 | Delantero      | Žan Vipotnik         | 76'   |
| 23 | Centrocampista | David Brekalo        | 90+1' |

| 21 | Centrocampista | Mijat Gaćinović         | 46' |
| 20 | Centrocampista | Sergej Milinković-Savić | 64' |
| 8  | Delantero      | Luka Jović              | 64' |
| 19 | Centrocampista | Lazar Samardžić         | 82' |
| 26 | Centrocampista | Veljko Birmančević      | 82' |

| Anotado | 69' | Žan Karničnik | 1:0 |

| Anotado | 90+5' | Luka Jović | 1:1 |

| Amonestado | 87'   | Erik Janža   |
| Amonestado | 90+4' | Žan Vipotnik |

| Amonestado | 25'   | Filip Mladenović |
| Amonestado | 54'   | Saša Lukić       |
| Amonestado | 90+2' | Luka Jović       |
| Amonestado | 90+3' | Mijat Gaćinović  |

| Árbitro                                            | István Kovács       |
| Árbitros asistentes                                | Vasile Marinescu    |
| Árbitros asistentes                                | Mihai Ovidiu Artene |
| Cuarto árbitro                                     | Espen Eskås         |
| Árbitro asistente de video                         | Pol van Boekel      |
| Árbitros asistentes del árbitro asistente de video | Rob Dieperink       |
| Árbitros asistentes del árbitro asistente de video | Marco Fritz         |

| Estadísticas      | Bandera de Eslovenia | Bandera de Serbia |
| Tiros             | 10                   | 15                |
| Tiros a puerta    | 4                    | 4                 |
| Faltas            | 13                   | 8                 |
| Saques de esquina | 4                    | 9                 |
| Penaltis          | 0                    | 0                 |
| Fueras de juego   | 0                    | 0                 |
| Posesión de balón | 44%                  | 56%               |

#### Dinamarca vs. Serbia
| 25 de junio de 2024, 21:00 | Dinamarca | 0:0     | Serbia | Fußball Arena München, Múnich                                                      |                                                                                    |
|                            |           | Reporte |        | Asistencia: 64 288 espectadores Árbitro(s): François Letexier VAR: Bastian Dankert | Asistencia: 64 288 espectadores Árbitro(s): François Letexier VAR: Bastian Dankert |

| 1          | Guardameta     | Kasper Schmeichel     |     |
| 2          | Defensa        | Joachim Andersen      |     |
| 6          | Defensa        | Andreas Christensen   |     |
| 3          | Defensa        | Jannik Vestergaard    |     |
| 18         | Centrocampista | Alexander Bah         | 77' |
| 21         | Centrocampista | Morten Hjulmand       | 77' |
| 23         | Centrocampista | Pierre-Emile Højbjerg |     |
| 5          | Centrocampista | Joakim Mæhle          |     |
| 10         | Centrocampista | Christian Eriksen     | 88' |
| 9          | Delantero      | Rasmus Højlund        | 59' |
| 19         | Delantero      | Jonas Wind            | 56' |
| Entrenador | Entrenador     | Kasper Hjulmand       |     |

| 1          | Guardameta     | Predrag Rajković    |     |
| 13         | Defensa        | Miloš Veljković     |     |
| 4          | Defensa        | Nikola Milenković   |     |
| 2          | Defensa        | Strahinja Pavlović  |     |
| 16         | Centrocampista | Srđan Mijailović    | 73' |
| 17         | Centrocampista | Ivan Ilić           | 67' |
| 6          | Centrocampista | Nemanja Gudelj      | 46' |
| 14         | Centrocampista | Andrija Živković    |     |
| 19         | Centrocampista | Lazar Samardžić     | 46' |
| 22         | Centrocampista | Saša Lukić          | 87' |
| 9          | Delantero      | Aleksandar Mitrović |     |
| Entrenador | Entrenador     | Dragan Stojković    |     |

| 11 | Centrocampista | Andreas Skov Olsen | 46' |
| 12 | Delantero      | Kasper Dolberg     | 59' |
| 17 | Defensa        | Victor Kristiansen | 77' |
| 8  | Centrocampista | Thomas Delaney     | 77' |
| 20 | Delantero      | Yussuf Poulsen     | 88' |

| 10 | Centrocampista | Dušan Tadić             | 46' |
| 8  | Centrocampista | Luka Jović              | 46' |
| 7  | Delantero      | Dušan Vlahović          | 67' |
| 25 | Defensa        | Filip Mladenović        | 73' |
| 20 | Centrocampista | Sergej Milinković-Savić | 87' |

| Amonestado | 27' | Jonas Wind      |
| Amonestado | 30' | Morten Hjulmand |

| Amonestado | 4'  | Nikola Milenković   |
| Amonestado | 83' | Aleksandar Mitrović |

| Árbitro                                            | François Letexier |
| Árbitros asistentes                                | Cyril Mugnier     |
| Árbitros asistentes                                | Mehdi Rahmouni    |
| Cuarto árbitro                                     | Donatas Rumšas    |
| Quinto árbitro                                     | Aleksandr Radiuš  |
| Árbitro asistente de video                         | Bastian Dankert   |
| Árbitros asistentes del árbitro asistente de video | Fedayi San        |
| Árbitros asistentes del árbitro asistente de video | Pol van Boekel    |

| 1          | Guardameta     | Kasper Schmeichel     |     |
| 2          | Defensa        | Joachim Andersen      |     |
| 6          | Defensa        | Andreas Christensen   |     |
| 3          | Defensa        | Jannik Vestergaard    |     |
| 18         | Centrocampista | Alexander Bah         | 77' |
| 21         | Centrocampista | Morten Hjulmand       | 77' |
| 23         | Centrocampista | Pierre-Emile Højbjerg |     |
| 5          | Centrocampista | Joakim Mæhle          |     |
| 10         | Centrocampista | Christian Eriksen     | 88' |
| 9          | Delantero      | Rasmus Højlund        | 59' |
| 19         | Delantero      | Jonas Wind            | 56' |
| Entrenador | Entrenador     | Kasper Hjulmand       |     |

| 1          | Guardameta     | Predrag Rajković    |     |
| 13         | Defensa        | Miloš Veljković     |     |
| 4          | Defensa        | Nikola Milenković   |     |
| 2          | Defensa        | Strahinja Pavlović  |     |
| 16         | Centrocampista | Srđan Mijailović    | 73' |
| 17         | Centrocampista | Ivan Ilić           | 67' |
| 6          | Centrocampista | Nemanja Gudelj      | 46' |
| 14         | Centrocampista | Andrija Živković    |     |
| 19         | Centrocampista | Lazar Samardžić     | 46' |
| 22         | Centrocampista | Saša Lukić          | 87' |
| 9          | Delantero      | Aleksandar Mitrović |     |
| Entrenador | Entrenador     | Dragan Stojković    |     |

| 11 | Centrocampista | Andreas Skov Olsen | 46' |
| 12 | Delantero      | Kasper Dolberg     | 59' |
| 17 | Defensa        | Victor Kristiansen | 77' |
| 8  | Centrocampista | Thomas Delaney     | 77' |
| 20 | Delantero      | Yussuf Poulsen     | 88' |

| 10 | Centrocampista | Dušan Tadić             | 46' |
| 8  | Centrocampista | Luka Jović              | 46' |
| 7  | Delantero      | Dušan Vlahović          | 67' |
| 25 | Defensa        | Filip Mladenović        | 73' |
| 20 | Centrocampista | Sergej Milinković-Savić | 87' |

| Amonestado | 27' | Jonas Wind      |
| Amonestado | 30' | Morten Hjulmand |

| Amonestado | 4'  | Nikola Milenković   |
| Amonestado | 83' | Aleksandar Mitrović |

| Árbitro                                            | François Letexier |
| Árbitros asistentes                                | Cyril Mugnier     |
| Árbitros asistentes                                | Mehdi Rahmouni    |
| Cuarto árbitro                                     | Donatas Rumšas    |
| Quinto árbitro                                     | Aleksandr Radiuš  |
| Árbitro asistente de video                         | Bastian Dankert   |
| Árbitros asistentes del árbitro asistente de video | Fedayi San        |
| Árbitros asistentes del árbitro asistente de video | Pol van Boekel    |

| Estadísticas      | Bandera de Dinamarca | Bandera de Serbia |
| Tiros             | 10                   | 5                 |
| Tiros a puerta    | 3                    | 1                 |
| Faltas            | 11                   | 5                 |
| Saques de esquina | 8                    | 2                 |
| Penaltis          | 0                    | 0                 |
| Fueras de juego   | 0                    | 3                 |
| Posesión de balón | 49%                  | 51%               |

## Nota
1. 1 2  Fair-play: Dinamarca −6, Eslovenia −7.